# Eric Price
Ne doit pas être confondu avec Erik Prince.
Eric Price (né le 19 juillet 1974 à Bay View, dans le Wisconsin) est un acteur, humoriste et doubleur américain.

## Biographie

### Débuts
Price débute au Comedy Sportz à Milwaukee durant quelques années avant de tenter sa chance à Hollywood. Il rejoint une troupe de théâtre The Dead Alewives mais les membres du groupe se séparent et tentent chacun leur chance de leur côté.

### De la télévision au cinéma
En 2008, Price rejoint l'équipe de MADtv, émission comique. Il se lance alors comme humoriste et reste célèbre pour son personnage de Darnell dans le sketch Coach Hines où il joue un homosexuel amoureux de son entraîneur. Il est remarqué et alors qu'il est annoncé dans la nouvelle saison de l'émission, celle-ci est annulé.
Comédien, il joue des petits rôles dans des séries télés et films. En 2010, il double la voix de deux personnages du film Alpha et Oméga.
En 2007, il double la voix du personnage de Madison dans le jeu vidéo Flight of the Living Dead: Outbreak on a Plane.

## Filmographie
- 2005-2009 : Reno 911, n'appelez pas ! (série télé) : Divers rôles secondaires
- 2005 : The Godfather of Green Bay : Ratboy
- 2006 : Campus Ladies (série télé) : Un geek
- 2007 : American Body Shop (série télé) : Tony
- 2007 : Reno 911!: Miami : Arbitre de catch
- 2010 : Alpha et Oméga : Paddy / Mooch
- 2011 : A Toast to Green Lantern (court métrage) : Superman
- 2011 : Some Guy Who Kills People : Ernie
- 2011 : Workaholics (série télé) : Brett
- 2012: Prairie Dogs (télévision) : Herman